# Chordeleg
Chordeleg es una localidad y parroquia urbana en el Cantón Chordeleg, Provincia de Azuay, Ecuador. La parroquia tiene una superficie de 16.28 km² y según el censo ecuatoriano de 2001 tenía una población total de 6.787 habitantes.
Chordeleg es bien conocido por su industria de la joyería, especialmente joyas de filigrana de oro y plata.

## Ubicación
La Parroquia Chordeleg está ubicada en el noreste de la provincia del Azuay. El área está ubicada en el flanco oeste de la Cordillera Real. El Río Santa Bárbara, el río nacimiento derecho del Río Paute, y su afluente derecho Río Zhio limitan el área en el oeste. El pueblo de aproximadamente 2360 m s. n. m. de Chordeleg se encuentra a 25 km al este de la capital provincial Cuenca. La carretera troncal E594 (Cuenca–Gualaquiza) pasa por Chordeleg.
La Parroquia Chordeleg limita al noreste con la Parroquia Remigio Crespo Toral (Cantón de Gualaceo), al este con la Parroquia La Unión, al sur con el Parroquia San Martín de Puzhío y al oeste a las Parroquias Simón Bolívar, San Juan y Gualaceo (las tres en el cantón de Gualaceo).

## Historia
El 4 de octubre de 1837 se funda la parroquia de Chordeleg.  Chordeleg fue originalmente una Parroquia rural en el cantón de Gualaceo.  El 15 de abril de 1992 se constituye el cantón de Chordeleg.  Chordeleg se convirtió en su sede administrativa como Parroquia urbana.